# Until I'm Loving You
"Until I'm loving you" é o título de uma canção escrita pela falecida cantora norte-americana Soraya, em parceria com os compositores Jack Blades e Gary Burr. A canção foi gravada originalmente em 1997 pela própria Soraya especialmente para a trilha sonora do filme Prince Valiant, a segunda adaptação para o cinema da tira de aventura Príncipe Valente. O álbum teve como título original Prince Valiant - Original Soundtrack, lançado em 1997 pela gravadora norte-americana Ark 21 Records, sob a produção do músico francês David Bergeaud. A duração da canção descrita no álbum Prince Valiant é de 3:29, mas sua duração total em vídeo é de 3:40.
Em 1999, "Until I'm loving you" foi regravada pelo cantor norte-americano John Berry, em seu álbum Wildest Dreams.

## Versão em Português
"Essa paixão me machucou" é o título de uma canção gravada por Guilherme & Santiago em 1998 no álbum Guilherme & Santiago - Vol. 3. Esta canção é, na verdade, uma versão em português da canção "Until I'm loving you", da falecida cantora norte-americana Soraya, que fez parte da trilha sonora do filme Prince Valiant, em 1997. Foi composta originalmente pela própria Soraya e pelos compositores Jack Blades e Gary Burr. A letra em português foi escrita pelo músico e compositor Piska. "Essa paixão me machucou" é um dos grandes sucessos de Guilherme & Santiago e foi gravada novamente no álbum 10 Anos - Acústico Ao Vivo, no DVD É Pra Sempre Te Amar - Ao Vivo, (ambos em 2005) e também em seu último DVD Acústico 20 Anos, lançado em 2016.